# (400298) 2007 TU124
(400298) 2007 TU124 es un asteroide perteneciente al cinturón de asteroides, descubierto el 15 de septiembre de 2007 por el equipo del Mount Lemmon Survey desde el Observatorio del Monte Lemmon, Arizona, Estados Unidos.

## Designación y nombre
Designado provisionalmente como 2007 TU124.

## Características orbitales
2007 TU124 está situado a una distancia media del Sol de 2,561 ua, pudiendo alejarse hasta 2,731 ua y acercarse hasta 2,391 ua. Su excentricidad es 0,066 y la inclinación orbital 12,33 grados. Emplea 1497,15 días en completar una órbita alrededor del Sol.

## Características físicas
La magnitud absoluta de 2007 TU124 es 16,6.